# Robert L. Park

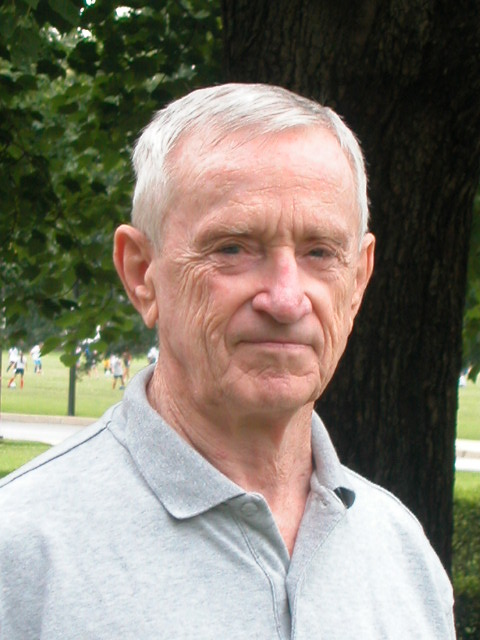
Robert L. Park

Robert Lee Park, ook bekend als Bob Park (Kansas City, 16 januari 1931 – 29 april 2020), is een professor in de natuurkunde aan de Universiteit van Maryland, College Park en lid van de American Physical Society. 

## Loopbaan
Park geniet de grootste bekendheid vanwege zijn kritische bijdragen op het gebied van alternatieve geneeswijzen, telepathie en homeopathie in zijn boek Voodoo Science. Daarnaast is hij een uitgesproken criticus van bemande ruimtevaart, pogingen tot kolonisatie van de ruimte en het National Missile Defense. Hij bekritiseerde uitvinder Dennis Lee's claims dat deze een apparaat had ontwikkeld dat energie kon opwekken uit het niets, waarmee het in zou gaan tegen de wet van behoud van energie.
Park schreef een wekelijkse column, What's New, waarin onderwerpen aan bod komen als wetenschappelijk nieuws, ruimtevaart, energie, de rol van de overheid in de wetenschap, pseudowetenschap, alternatieve geneeswijzen, de creationisme-evolutie controverse en atoomwapens. Hij was een van de deelnemers in Penn & Teller: Bullshit!. Hij heeft Wikipedia gekenmerkt als doelwit van misbruik door "leveranciers van pseudowetenschap".
Robert Lee Park overleed in 2020 op 89-jarige leeftijd.

## Werk
- Voodoo Science: The Road from Foolishness to Fraud, Oxford University Press, 2001. ISBN 0-19-514710-3